# Ethan Bear
Pour les articles homonymes, voir Bear.
Ethan Bear (né le 26 juin 1997 à Regina dans la province de Saskatchewan au Canada) est un joueur professionnel canadien de hockey sur glace. Il évolue au poste de défenseur. Il est d'origine crie.

## Biographie
Il est repêché en 5e ronde, 124e au total, par les Oilers d'Edmonton au Repêchage d'entrée dans la LNH 2015. Il signe son contrat d'entrée de 3 ans avec les Oilers, le 2 juillet 2016. Il dispute son premier match en carrière dans la LNH, le 1er mars 2018, face aux Predators de Nashville. Quelques semaines plus tard, le 25 mars, il marque son premier but dans la LNH dans une défaite de 5-4 en prolongation contre les Ducks d'Anaheim. 
Après avoir subi une chirurgie à l'épaule, il revient dans la LNH en signant un contrat de deux ans avec les Capitals de Washington le 28 décembre 2023. Le contrat, consenti par le directeur général Brian MacLellan, est d'une valeur de 4,125 millions $ et se terminera à la fin de la saison 2024-2025.

## Statistiques

### En club
| Saison     | Équipe                    | Ligue      |     | Saison régulière | Saison régulière | Saison régulière | Saison régulière | Saison régulière |   | Séries éliminatoires | Séries éliminatoires | Séries éliminatoires | Séries éliminatoires | Séries éliminatoires |
| Saison     | Équipe                    | Ligue      | PJ  | B                | A                | Pts              | Pun              | PJ               | B | A                    | Pts                  | Pun                  |                      |                      |
| 2012-2013  | Thunderbirds de Seattle   | LHOu       | 1   | 0                | 0                | 0                | 0                | -                | - | -                    | -                    | -                    |                      |                      |
| 2013-2014  | Thunderbirds de Seattle   | LHOu       | 58  | 6                | 13               | 19               | 18               | 9                | 2 | 2                    | 4                    | 6                    |                      |                      |
| 2014-2015  | Thunderbirds de Seattle   | LHOu       | 69  | 13               | 25               | 38               | 23               | 6                | 1 | 2                    | 3                    | 0                    |                      |                      |
| 2015-2016  | Thunderbirds de Seattle   | LHOu       | 69  | 19               | 46               | 65               | 33               | 18               | 8 | 14                   | 22                   | 8                    |                      |                      |
| 2016-2017  | Thunderbirds de Seattle   | LHOu       | 67  | 28               | 42               | 70               | 21               | 17               | 6 | 20                   | 26                   | 12                   |                      |                      |
| 2017-2018  | Condors de Bakersfield    | LAH        | 37  | 6                | 12               | 18               | 12               | -                | - | -                    | -                    | -                    |                      |                      |
| 2017-2018  | Oilers d'Edmonton         | LNH        | 18  | 1                | 3                | 4                | 10               | -                | - | -                    | -                    | -                    |                      |                      |
| 2018-2019  | Condors de Bakersfield    | LAH        | 52  | 6                | 25               | 31               | 34               | 8                | 2 | 2                    | 4                    | 4                    |                      |                      |
| 2019-2020  | Oilers d'Edmonton         | LNH        | 71  | 5                | 16               | 21               | 33               | 4                | 0 | 0                    | 0                    | 0                    |                      |                      |
| 2020-2021  | Oilers d'Edmonton         | LNH        | 43  | 2                | 6                | 8                | 14               | 4                | 0 | 0                    | 0                    | 2                    |                      |                      |
| 2021-2022  | Hurricanes de la Caroline | LNH        | 58  | 5                | 9                | 14               | 20               | -                | - | -                    | -                    | -                    |                      |                      |
| 2022-2023  | Canucks de Vancouver      | LNH        | 61  | 3                | 13               | 16               | 25               | -                | - | -                    | -                    | -                    |                      |                      |
| 2023-2024  | Capitals de Washington    | LNH        | 24  | 1                | 3                | 4                | 10               | -                | - | -                    | -                    | -                    |                      |                      |
| Totaux LNH | Totaux LNH                | Totaux LNH | 275 | 17               | 50               | 67               | 112              | 8                | 0 | 0                    | 0                    | 2                    |                      |                      |

### En équipe nationale
| Année | Compétition                  |   | PJ | B | A | Pts | Pun | +/-                |  | Résultat |
| 2014  | Défi mondial -17 ans         | 5 | 0  | 1 | 1 | 0   |     | 9e place           |  |          |
| 2014  | Ivan Hlinka -18 ans          | 5 | 1  | 1 | 2 | 2   | +7  | Médaille d'or      |  |          |
| 2015  | Championnat du monde -18 ans | 7 | 0  | 3 | 3 | 6   | +7  | Médaille de bronze |  |          |
| 2023  | Championnat du monde         | 8 | 0  | 0 | 0 | 4   | -1  | Médaille d'or      |  |          |

## Trophées et honneurs personnels

### Ligue de hockey de l'Ouest
- 2015-2016 : nommé dans la première équipe d'étoiles de l'association Ouest
- 2016-2017 :
  - remporte le trophée Bill-Hunter du défenseur par excellence dans la LHOu
  - nommé dans la première équipe d'étoiles de l'association Ouest
  - champion de la Coupe Ed-Chynoweth avec les Thunderbirds de Seattle